# Кость Григорович-Барський
Кость Григорович-Барський (27 серпня 1870, Радомисльський повіт, Київська губернія — 26 жовтня 1929) — український громадський діяч і політик, член IV Державної думи від Київської губернії. 

## Життєпис
Спадковий шляхтич Київської губернії. Землевласник Радомисльського повіту (210 десятин), домовласник (два будинки і друкарня в Києві). 
Виховувався в Першій Київській гімназії, проте курсу не закінчив. Військову повинність відбував однорічником у 12-му уланському Білгородському полку, вийшов у запас унтер-офіцером. 
У 1890 — 1902 займався торговельними справами.  
У 1897 вступив на службу до Київської контрольної палати. 
У 1902 — 1904 — член Київської губернської присутності у справах селян. 
У 1905 перейшов до Київської губернської управи, де служив молодшим, потім старшим чиновником особливих доручень при Київському губернаторові.  
Одночасно був почесним членом Київського губернського піклування дитячими притулками (з 1908) і директором Маріїнського дитячого притулку.  
У 1909 зарахований до Міністерства внутрішніх справ. З нагород мав Орден Св. Станіслава 3-го ступеня (1904).  
Обирався головою Радомисльської повітової земської управи (1911), почесним мировим суддею. Був дійсним членом Київського клубу російських націоналістів. 
У 1912 обраний членом Державної думи від Київської губернії. Входив до фракції російських націоналістів і помірно-правих (ФНПП), після її розколу в серпні 1915 — до групи прихильників Петра Балашова. Був членом фінансової комісії, комісії у справах місцевого самоврядування та комісії зі шляхів сполучення. 
У роки Першої світової війни перебував уповноваженим Червоного Хреста Радомисльського повіту, головою Радомисльського повітового комітету Всеросійського земського союзу, а також уповноваженим від Київського губернського земства в Південно-Західному обласному земському комітеті надання допомоги пораненим і хворим воїнам. Після Лютневої революції був представником Південно-Західного обласного Земсоюзу в Київському губернському виконавчому комітеті Ради об'єднаних громадських організацій. 
Брав участь у Білому русі в складі ЗСПР, в січні 1920 евакуювався з Новоросійська на кораблі «Ганновер». Звідтоді — на еміґрації в Югославії. Жив у Белграді, входив до монархічних об'єднань. Помер у 1929. 

## Родина
Був одружений, мав двох синів: 
- Петро (1891 — 1965), випускник Миколаївського кавалерійського училища, корнет 17-го Чернігівського гусарського полку, учасник Білого руху. В еміграції в США[1].
- Йосип (1893 — 1959). В еміграції в США. Викладав російську мову в університеті штату Колорадо.